# 榛名山
榛名山（日語：榛名山）是位於日本關東地方北部群馬縣高崎市的山峰，為上毛三山之一。最高峰海拔1,449公尺，是一座休眠火山。自古在神道影響下被祭祀。山麓的西南建有榛名神社，除此之外，山中還建有水澤寺。

## 概要
榛名山山頂有火山湖榛名湖和火山口中央峰榛名富士（海拔1390.3m）。公元495年以及此後30年曾有大規模爆發。榛名湖和榛名富士被最高峰掃部岳（海拔1449m）、天目山（海拔1303m）、相馬山（海拔1411m）、二之岳（海拔1344m）、烏帽子岳（海拔1363m）、鬢櫛山（海拔1350m）環繞，外面還有水澤山（海拔1194m）、鷹之巢山（海拔956m）、三峰山（海拔1315m）、杏岳（海拔1292m）、古賀良山（海拔982m）、五萬石（海拔1060m）等側火山圍繞，是非常複雜的地形。

## 傳説
據説榛名山的山巨人在同富士山、淺間山的造山比賽中輸給富士山的山巨人。此外還有榛名神社通過井戶從諏訪神社借取食具，以及弘法大師用錫杖挖井的傳説。

## 以榛名山命名的事物
- 「榛名號戰艦」

大日本帝国海軍金剛級戰列艦三號艦
- 「榛名號護衛艦」

日本海上自衛隊直升機護衛艦 （DDH）一號艦
- 鐵道

現在特急列車赤城中的一部分用榛名的名稱。
- 榛名雞

榛名地區養殖的雞，生長期100天，只餵食植物飼料，是居酒屋的常見菜。
- 相撲

沼田市出身相撲選手榛名富士新司（大鵬部屋）。

## 流行文化
- 頭文字D（在該作品中被改名為「秋名山」）
- 她的男友們 My Favorite Carrera（麻宮騎亞）
- 名偵探柯南[1]

## 関連項目
- 赤城山 (日本)
- 妙義山
- 伊香保溫泉